# دن فوگلمن
دن فوگلمن (زاده ۱۹ فوریه ۱۹۷۶) فیلمنامه‌نویس، کارگردان و تهیه‌کننده آمریکایی است از آثار او می‌شود به ماشین‌ها، تیزپا، گیسوکمند و دیوانه‌وار، احمقانه، عشق اشاره کرد. او همچنین سازنده کمدی موقعیت تلویزیونی همسایگان در سال ۲۰۱۲، مجموعه تئاتر موزیکال گالاوانت با مضمون قصه پریان در سال ۲۰۱۵، مجموعه درام این ما هستیم سال ۲۰۱۶ و مجموعه درام بیسبال Pitch در سال ۲۰۱۶ را ساخت.